# François Bozizé
François Bozizé Yangouvonda (Mouila, 14 de outubro de 1946) é um político e militar centro-africano, foi presidente da República Centro-Africana de 2003 até 2013.
Chegou ao poder em março de 2003 depois de ter chefiado um golpe de estado contra o presidente Ange-Félix Patassé. Depois da rebelião, Bozizé liderou o país até às eleições presidenciais em março de 2005, vencendo-as em segundo turno em maio do mesmo ano.